# 모로쓰쓰미촌
모로쓰쓰미촌(일본어: 諸堤村)은 일본 오사카부 기타카와치군에 설치되었던 촌이다. 현재의 오사카시 쓰루미구의 일부에 해당한다.

## 역사
- 1889년 4월 1일 - 정촌제 시행에 의해 맛타군 모로쓰쓰미촌이 성립하였다.
- 1896년 4월 1일 - 군 통합에 의해 기타카와치군이 성립하였다.
- 1939년 6월 1일 - 후루미야촌과 합병해 맛타정이 성립하여, 동일 모로쓰쓰미촌은 폐지되었다.

## 교통

### 철도
현재는 구촌 지역에 오사카 메트로 나가호리쓰루미료쿠치선 요코제츠 역이 있지만, 당시에는 미개통 상태였다.

## 참고문헌
- 가도카와 일본 지명 대사전 27 大阪府